# IO Scooter
iO Scooter ist ein Hersteller von elektrisch angetriebenen Motorrollern aus Brunn am Gebirge in Österreich. Das Unternehmen hat einen weiteren Sitz in  Asien.
Das 1998 gegründete Unternehmen  bietet seine Fahrzeuge in verschiedenen Ausführungen an:
- Das kleinste Modell Scooby mit einer Motorleistung von 600 Watt und einer Höchstgeschwindigkeit von 25 km/h gilt nach der österreichischen Gesetzeslage als Fahrrad (vgl. Pedelec) und darf daher anmelde-, versicherungs- und führerscheinfrei von Personen ab 12 Jahren alleine gelenkt werden (darunter in Begleitung eines Erwachsenen).[3]
- Die Modelle 1500 GT, Florenz und Vienna fallen mit einer Motorleistung von 1,5 bis 3 kW und einer Höchstgeschwindigkeit von 45 km/h in die EG-Fahrzeugklasse L1e.
- Mit den Modellen Vienna XE und King Kong werden Fahrzeuge der Führerscheinklasse A1 angeboten.
- Das Modell Manhattan mit 13 kW Leistung fällt unter die Fahrerlaubnisklasse A2.

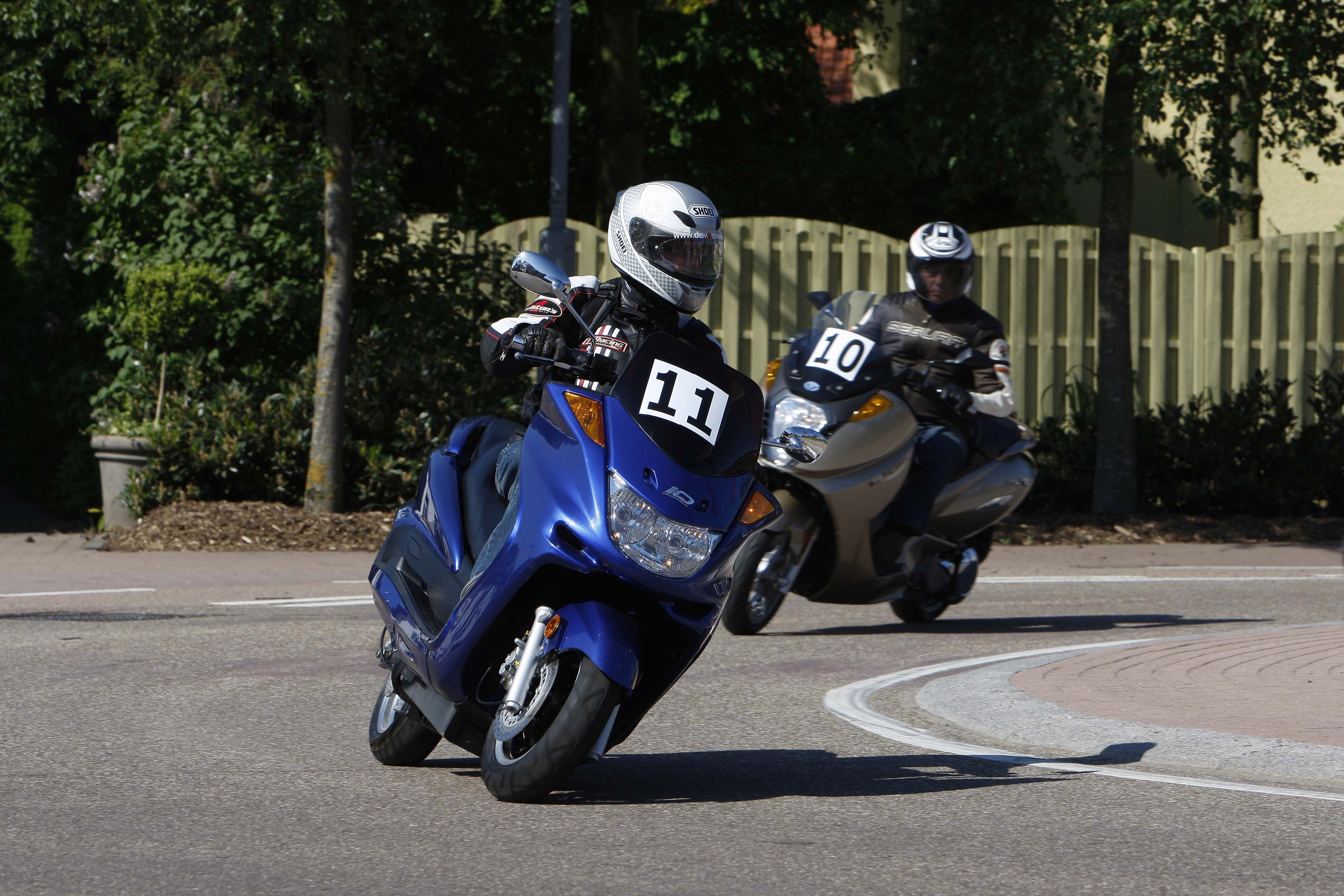
iO Manhattan
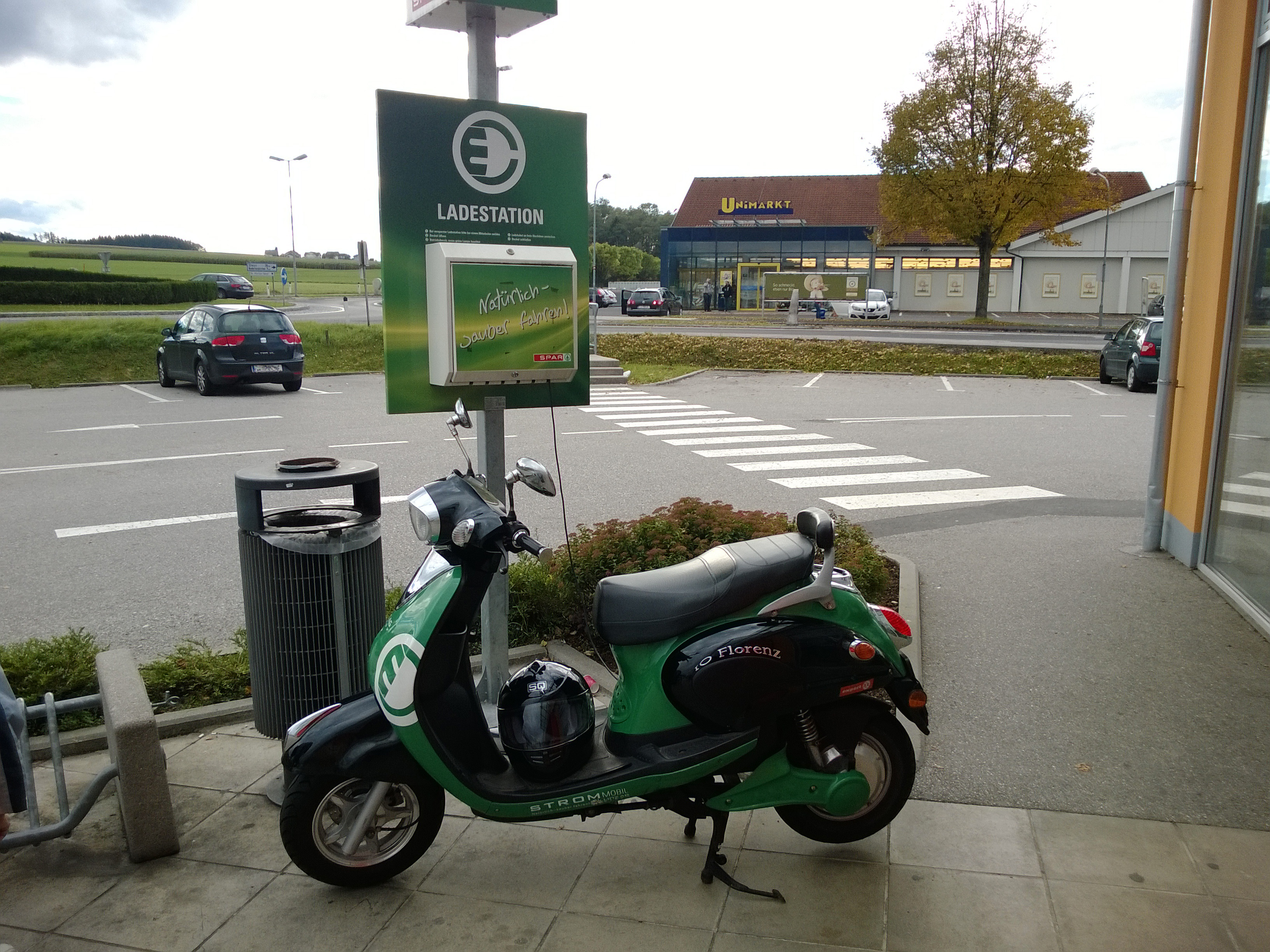
iO Florenz